# ショーン・ダーキン
ショーン・ダーキン（Sean Durkin, 1981年12月9日 - ）は、カナダの映画監督。『マーサ、あるいはマーシー・メイ』を手がけたことで最もよく知られている。

## フィルモグラフィー

### 長編映画
- アフタースクール Afterschool （2008年） - 製作
- マーサ、あるいはマーシー・メイ Martha Marcy May Marlene （2011年） - 監督・脚本
- グッバイ、ケイティ Katie Says Goodbye （2016年） - 製作総指揮
- 不都合な理想の夫婦 The Nest （2020年） - 監督・脚本
- サイコハウス 血を誘う家 The Rental （2020年） - 製作総指揮
- アイアンクロー The Iron Crow（2023年）- 監督